# Le Goût du péché
Le Goût du péché est un roman de Maurice Boissais paru en 1954 aux éditions Julliard.
Il reçoit le Prix Interallié la même année au sixième tour de scrutin face à La Régente de Renée Massip et Les clés et la prison de Jean-Charles Pichon.

## Résumé
Le désir charnel d'un adolescent chez des protestants.

## Éditions
- Le Goût du péché, éditions Julliard, 1954.